# 미쇼 마이
미쇼 마이(일본어: 美翔 舞, 한국명: 이보라)는 토에이 애니메이션의 프리큐어 시리즈 《두 사람은 프리큐어 Splash Star》에 등장하는 가공의 인물. 애니메이션에서 목소리를 연기한 성우는 일본판은 에노모토 아츠코, 한국판은 정윤정.

## 프로필
※ 일본판 / 한국판 順
| 미쇼 마이 / 이보라   | 미쇼 마이 / 이보라                                            |
| -------------------- | ------------------------------------------------------------- |
| 성별                 | 여자                                                          |
| 생년월일             | 1992년 11월 20일                                              |
| 별자리               | 전갈자리                                                      |
| 혈액형               | AB형                                                          |
| 신분                 | 학생                                                          |
| 소속                 | 유우나기 중학교 미술부                                        |
| 가족관계             | 아버지(미쇼 코이치로), 어머니(미쇼 카나코), 오빠(미쇼 카즈야) |
| 변신명               | 큐어 이그렛                                                   |
| 퍼스널 컬러          | 은색                                                          |
| 등장 프리큐어 시리즈 | 두 사람은 프리큐어 Splash Star                                |

## 인물소개
유우나기로 전학 온 중학교 2학년생으로 수수하고 얌전한 소녀. 그림 그리기를 아주 좋아하며, 감수성이 풍부하고 미적 감각이 뛰어나지만 그림 그리는 것에 너무 열중한 나머지 누군가 자신을 불러도 못알아챌만큼 집중력이 대단하다. 이런 그림에 대한 남다른 열정을 눈여겨 본 사키의 추천으로 미술 부에 입부한다.
머리가 좋고 학업성적이 우수한 우등생이며, 그림실력 뿐만 아니라 재봉질에도 소질이 있어 하룻밤사이만에 플라피의 인형을 만들거나 사키의 생일에는 본인의 얼굴을 새긴 쿠션을 만들어 주기도 했다. 천문학자인 아버지와 고고학자인 어머니를 닮아 탐구심도 왕성하다.
항상 차분하고 순수하며 섬세하고 사려깊다. 사키가 소프트볼의 시합에서 지거나 긴장하고 있을 때 그 심정을 누구보다 먼저 파악하여 사키를 응원해주고 격려해주며 정신적으로 많이 지지해준다. 반대로 자신이 고민하며 침울해 있을 땐 그의 밝은 성격에 위로와 용기를 얻는다. 또 고민이 있을 때는 오빠와 상담한다.

## 큐어 이그렛
"아름다운 은빛 날개, 큐어 이그렛!" (煌めく銀の翼、キュアイーグレット!) 이미지 색은 은색.
디자인의 모티브는 화조풍월(花鳥風月)의 새. 변신 후 복장의 기본 테마색은 유백색과 은백색으로, 백로의 날개처럼 좌우로 펼친 스커트를 입고 있다. 변신전보다 선명하고 짙은 보라색 머리의 포니테일이 특징.
전투 스타일은 천공의 힘을 빌린 기술과 공중전을 이용한 육탄전을 주체로, 주로 발차기 공격을 사용한다. 큐어 블룸과 마찬가지로 정령의 힘으로 배리어를 사용할 수 있다.
큐어 블룸과 합동 필살기
- 프리큐어 트윈 스트림 스플래시[4]
- 프리큐어 스파이럴 하트 스플래시
- 프리큐어 스파이럴 하트 스플래시 스타

## 큐어 윈디
"대지에 부는 향기로운 바람, 큐어 윈디!" (大地に薫る風、キュアウィンディ!)
후프의 힘을 빌린 새로운 변신형태. 디자인의 모티브는 화조풍월의 바람. 변신 후 복장의 기본 테마색은 하늘색으로 분홍색 깃이 있는 전반적으로 선녀같은 이미지.
큐어 브라이트와 합동 필살기
- 프리큐어 스파이럴 스타 스플래시[5]